# Бэдби, Джон
Джон Бэдби (англ. John Badby; 1380, Ившем, Вустершир — 1410, Лондон) — английский портной, один из первых мучеников-лоллардов.

## Суд и мученичество
Был осуждён Вустерским епархиальным судом за отказ от пресуществления. Повторный суд Сент-Пола в Лондоне под председательством канцлера Англии Томаса Арундела приговорил его к сожжению на костре за городскими стенами Смитфилда в Лондоне на поле для проведения рыцарских турниров. Есть предположение, что принц Уэльский, впоследствии ставший королём Англии Генрихом V, присутствовал при казни и предлагал осужденному жизнь и денежное содержание в случае, если тот откажется от своих убеждений, но как пишут историки «злодей отклонил совет принца, и предпочёл быть сожженным, чем воздавать почтение животворному причастию».
Джон Бэдби встретил свою ужасную участь, будучи сожжённым в бочке в 1410 году.

## В популярной культуре
Исторический роман южнокорейского писателя Ким Сён-хана «Babido» («바비도») описывает мученичество английского портного.